# 1918年の政治
1918年の政治（1918ねんのせいじ）では、1918年（大正7年）の政治分野に関する出来事について記述する。

## できごと

### 1月
- 1月1日 - イギリス、珍田捨巳駐英大使にウラジオストク共同出兵を提案。
- 1月8日 - ウッドロー・ウィルソン米大統領が十四か条の平和原則を連邦議会で発表[1]。
- 1月27日 - フィンランド内戦勃発（5月15日まで）。

### 2月
- 2月6日 - イギリスで選挙法改正（30歳以上の女性に参政権を付与）。
- 2月16日 - リトアニア、独立を宣言。
- 2月24日 - エストニア、独立を宣言。

### 3月
- 3月3日 - ソビエト政権とドイツとの間でブレスト＝リトフスク条約。
- 3月5日
  - イギリス・フランスなどが対ソ干渉戦争を開始。
  - ソビエトがペトログラードからモスクワに移動。
- 3月12日 - ソビエトがモスクワを首都とする。
- 3月19日 - 米連邦議会が標準時・夏時間の導入を決定。
- 3月25日 - ベラルーシ人民共和国、独立を宣言。

### 4月
- 4月1日 - イギリスで陸軍航空隊と海軍航空隊を再編し、英国空軍創設。
- 4月5日 - 日英両軍が居留民保護を理由としてウラジオストクに上陸。
- 4月29日 - ウクライナでヘーチマンの政変起こる。

### 5月
- 5月15日 - 米国郵政省（後の米国郵便公社）が世界初のエアメールを開始。
- 5月28日 - アルメニア共和国とアゼルバイジャン民主共和国が独立を宣言。

### 6月
- 6月21日
  - 英国政府、珍田捨巳駐英大使にシベリア出兵を要請。
  - ソビエト政権が戦時共産主義を採用。

### 7月

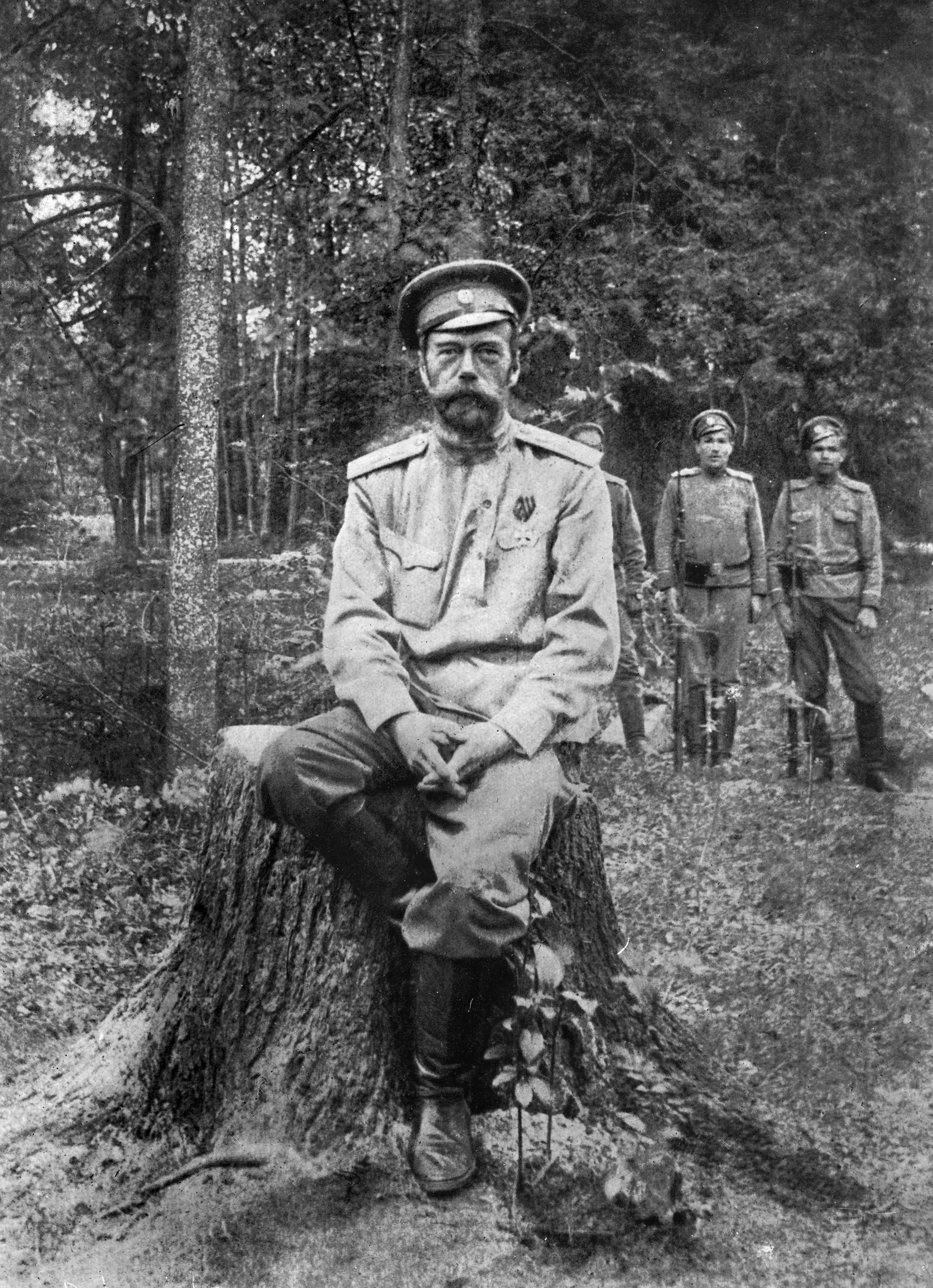
ニコライ2世

- 7月4日 - オスマン帝国でメフメト6世が皇帝に即位。
- 7月8日 - 米国、シベリアへの日米共同出兵を日本政府に提案。
- 7月17日
  - ロシア・エカテリンブルクのイパチェフ館でロシア皇帝ニコライ2世とその家族5人、従者4人がソビエト政権により銃殺される。
  - 日本政府、米国政府に対して日米共同出兵同意を回答。
- 7月22日 - 富山県で米騒動がおこる。
- 7月31日 - 米価が大暴騰し、米市場が大混乱。

### 8月
- 8月2日
  - 日本がシベリア出兵を宣言。
  - アメリカがシベリアに出兵する。

### 9月
- 9月20日
  - 山県有朋、松方正義と会談。

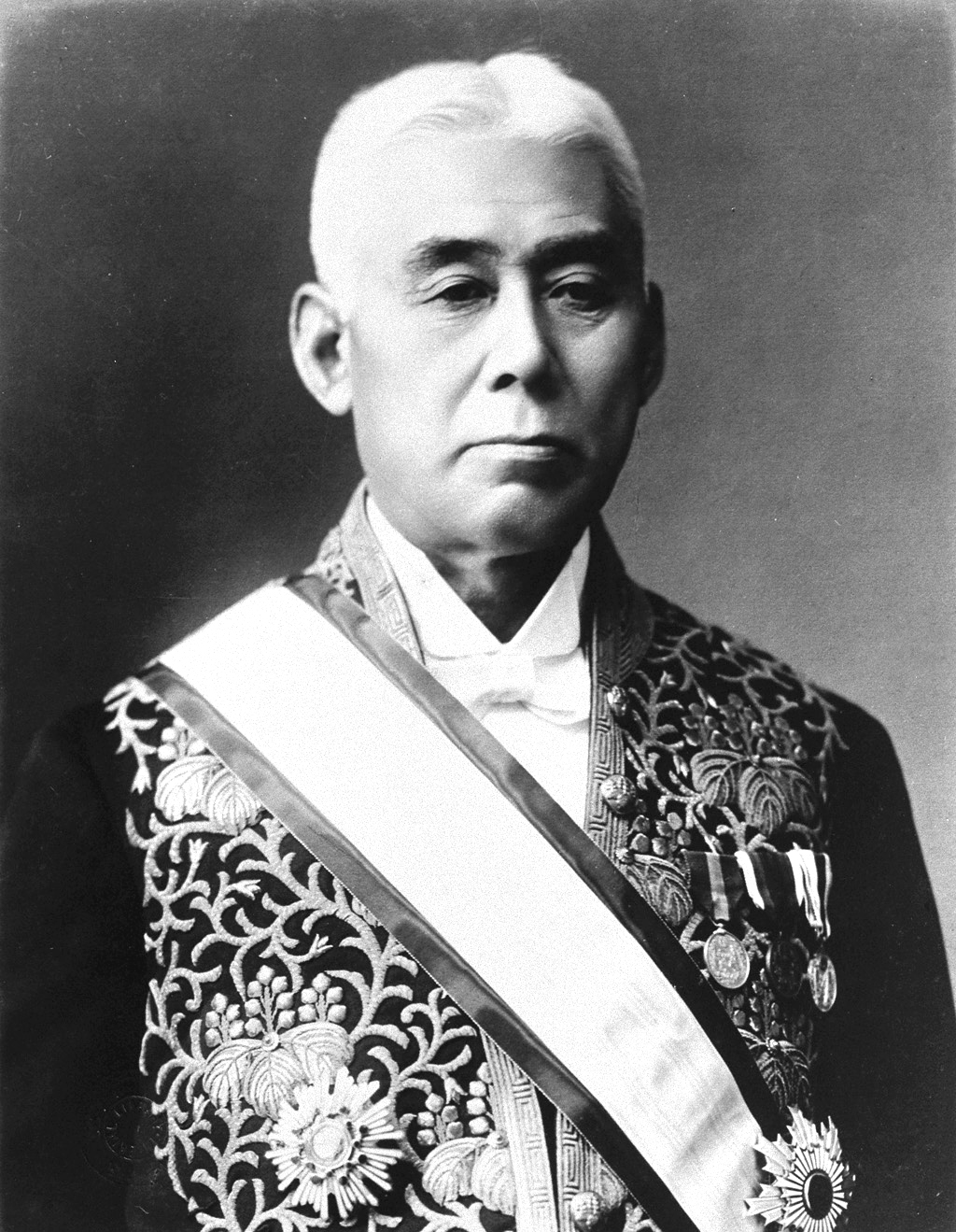
平民宰相原敬誕生。原内閣は日本最初の本格的な政党内閣とされる。

  - 山県、西園寺公望に首相就任を勧める[2]。
- 9月21日
  - 寺内内閣総辞職。
  - 西園寺公望に大命降下。
- 9月22日 - 西園寺、大命を拝辞。後継首相に原敬立憲政友会総裁を推薦[3][2]。
- 9月29日
  - 原敬に大命降下。原内閣成立。
  - ヒンデンブルク独参謀総長とルーデンドルフ参謀次長が、連名で休戦の受諾と、議会に立脚する新政府の成立を求めた書簡を提出。
- 9月30日
  - ドイツ帝国宰相ゲオルク・フォン・ヘルトリング伯爵が辞任。マクシミリアン・フォン・バーデン内閣が成立。
  - ブルガリアが降伏。

### 10月
- 10月3日 - ブルガリア国王フェルディナントが退位。ボリス3世が即位。
- 10月26日 - エーリヒ・ルーデンドルフ独参謀次長辞任[4][5]。後任にヴィルヘルム・グレーナーが就任[6]。
- 10月27日 - ルーデンドルフ将軍、スウェーデンに亡命[7]。
- 10月28日
  - チェコスロバキアがオーストリア＝ハンガリー帝国からの独立を宣言。
  - エジプトで民族主義者サアド・ザグルールによってワフド党が組織される。
- 10月29日 - ドイツ皇帝ヴィルヘルム2世、ベルリンから大本営のあるスパへ行幸。宰相マックス・フォン・バーデンの退位要請を拒絶。

### 11月
- 11月3日

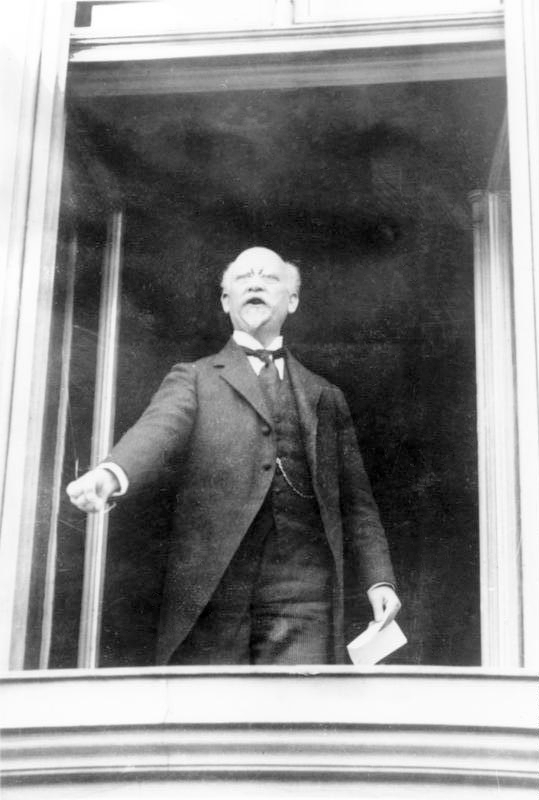
11月9日、フィリップ・シャイデマンはドイツ帝国議会の窓から市民に向けて「古く腐った帝政は崩壊した。新しきドイツの共和国、万歳!」と演説、共和国宣言を行った。

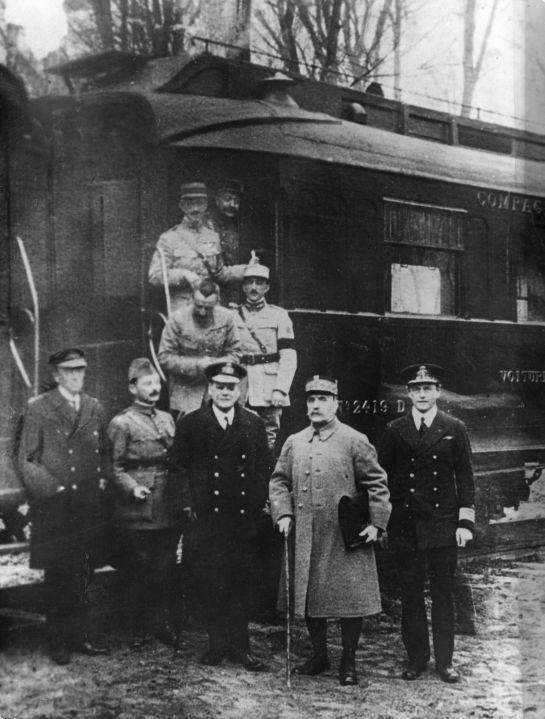
11月11日、コンピエーニュの森の客車アルミスティス号（休戦の客車）で休戦協定が締結され、第一次世界大戦が終結した。

  - オーストリアが休戦協定に調印（ヴィラ・ジュスティ休戦協定）。
  - ドイツのキール軍港で水兵が反乱を起こす（ドイツ革命）。
  - ポーランド、独立を宣言。
- 11月7日 - バイエルン王国の首都ミュンヘンで大集会。
- 11月8日
  - バイエルン労働者・兵士レーテ（評議会）の会合で王制廃止とバイエルンの共和国化を決定（ミュンヘン革命）。
  - 国王ルートヴィヒ3世退位。
  - バイエルン暫定首相に独立社会民主党のクルト・アイスナーが就任。
- 11月9日
  - マックス・フォン・バーデン宰相、皇帝ヴィルヘルム2世の退位を発表。
  - マックス・フォン・バーデンが帝国宰相を辞任し、後任にフリードリヒ・エーベルトを指名。
  - 帝国議会でフィリップ・シャイデマンが、帝政の終焉と共和国発足を宣言。
- 11月10日
  - ヴィルヘルム2世がオランダに亡命。
  - ドイツ社会民主党（SPD）とドイツ独立社会民主党（USPD）による臨時政府（人民代表委員会）成立（共同委員長フリードリヒ・エーベルト、フーゴー・ハーゼ）。
  - エーベルトとグレーナー参謀次長との間でエーベルト-グレーナー密約（ドイツ語版）。
- 11月11日
  - ドイツがコンピエーニュの森で休戦協定に調印し、第一次世界大戦が終結。
  - カール1世が退位声明、ハプスブルク帝国崩壊。
- 11月12日 - オーストリアが共和制に移行。
- 11月13日 - バイエルン国王ルートヴィヒ3世がクルト・アイスナー起草の退位宣言書に署名。
- 11月14日 - チェコスロバキアが正式に独立。トマーシュ・マサリクを暫定大統領に選出。
- 11月16日 - ハンガリーが独立宣言・共和制に移行（ハンガリー第一共和国）。
- 11月18日 - ドイツ占領下のラトビアが独立宣言。
- 11月19日 - ドイツ占領下のエストニア、エストニア自治政府に主権を移動。

### 12月
- 12月1日
  - セルビア・クロアチア・スロベニア王国（後のユーゴスラビア王国）成立。
  - デンマークの同君連合としてアイスランド王国が独立。
- 12月6日 - 大学令公布。
- 12月7日 - ドイツ、リトアニア政府に正式に主権を移譲。
- 12月16日から21日 - ドイツでレーテ全国大会開催。
- 12月23日 - ベルリン王宮で人民海兵団が略奪。ポツダムから派遣されたドイツ軍が鎮圧（人民海兵団事件）。
- 12月25日 - 第41議会召集。
- 12月30日 - スパルタクス団党大会。独立社会民主党からの正式分離を決定。